# Stanwood Amtrak Station
Stanwood Amtrak Station je železniční stanice ve Stanwoodu, v americkém státě Washington. Byla otevřena na konci listopadu 2009 a obsluhuje ji vlak společnosti Amtrak zvaný Cascades. Původně měla být výstavba zahájena v lednu 2009 s otevřením stanice v červnu. Stavba se ale o dva měsíce zpozdila a nalezení kontaminace olovem na místě, kde měla ležet, posunulo její otevření až do listopadu 2009. Vlak Amtrak Cascades zde zastavuje čtyřikrát denně a autobusy společnosti Island Transit přepravují cestující do různých měst na Caamañově ostrově.
Před otevřením stanice společnosti Amtrak zde naposledy jezdily osobní vlaky v roce 1971, kdy je obsluhovala společnost Burlington Northern Santa Fe.